# Holotrichia vernicata
Holotrichia vernicata är en skalbaggsart som beskrevs av Gilbert John Arrow 1944. Holotrichia vernicata ingår i släktet Holotrichia och familjen Melolonthidae. Inga underarter finns listade i Catalogue of Life.